# NGC 5172
NGC 5172 is een balkspiraalstelsel in het sterrenbeeld Hoofdhaar. Het hemelobject werd op 7 mei 1826 ontdekt door de Britse astronoom John Herschel.

## Synoniemen
- UGC 8477
- MCG 3-34-41
- ZWG 101.57
- IRAS 13268+1718
- PGC 47330